# Фолксштурм
Фолксштурм (  дословно народни јуриш) је била немачка народна милиција током завршних месеци Другог светског рата. Основан је по наређењу Адолфа Хитлера 18. октобра 1944, и регрутовао је мушкарце између 16 и 60 година који већ нису регрутовани у неку војну јединицу.

## Порекло и организација
Нови фолксштурм је био инспирисан старим пруским Ландсштурмом од 1813. до 1815, који се борио у ослободилачким ратовима против Наполеона, углавном као герилска снага. Планови да се оформи Ландсштурм у источној Немачкој, као последња мера да се подигне борбена снага, су потекли од генерала Хајнца Гудеријана 1944. године. Како је Вермахту недостајало људства како би зауставио совјетско напредовање, мушкарци који су радили на пословима који нису проглашени неопходним или који су раније проглашени неспособним за војну службу су мобилисани. Фолксштурм је на папиру постојао отприлике од 1925, али је у пракси настао тек након што је Хитлер наредио Мартину Борману да регрутује шест милиона људи за ову организацију. Планирана снага од шест милиона никада није достигнута.
Како би ове јединице биле ефективне, Хитлер и Борман нису рачунали само на бројчаност већ и на фанатицизам. Током раних фаза планирања фолксштурма постало је јасно да ако овим јединицама буде недостајало морала, недостајаће им и борбена ефективност. Како би се постигао намеравани фанатицизам, јединице Фолксштурма су стављене под директну команду локалних одбора Нацистичке партије, дакле локалних гаулајтера и крајслајтера. Нови фолксштурм је требало да буде организација на нивоу целе државе, а за наоружање и обуку је био одговоран Хајнрих Химлер. Фолксштурм је био под контролом Нацистичке партије, али су његове јединице стављане под команду Вермахта када су учествовале у борбама.
Како је Нацистичка партија управљала организацијом, сваки гаулајтер, локални вођа Партије, је био задужен за управљање, регрутовање и организацију Фолксштурма на територији којом је управљао.
Основна јединица је била батаљон који је бројао 642 човека. Јединице су углавном биле сачињене од припадника Хитлерјугенда, инвалида, старих и мушкараца који су раније сматрани неспособним за војну службу.

## Униформе и ознаке
Униформа Фолксштурма се састојала само од црне траке око мишице са натписом Deutscher Volkssturm Wehrmacht и серијом сребрних ознака за чинове које су се качиле на оковратник. Ознаке чинова су биле изведене од ознака чинова разних паравојних организација Нацистичке партије, а не редовног Вермахта. Немачка влада се трудила да изда што је више могуће војних униформи свих врста, од сивих до камуфлажних, али их није било довољно за све припаднике, те су стога многи од њих носили униформе какве су нашли, често оне које су користили на својим цивилним пословима (као што су железничке униформе). Следе паравојне ознаке Фолксштурма:
| Чин           | Превод           | Одговарајући војни чин |
| Чин           |                  |                        |
| батаљонсфирер | вођа батаљона    | мајор                  |
|               |                  |                        |
| компанифирер  | вођа чете        | капетан                |
|               |                  |                        |
| цугфирер      | вођа секције     | поручник               |
|               |                  |                        |
| групенфирер   | вођа групе       | наредник               |
|               |                  |                        |
| фолксштурмман | народни јуришник | редов                  |

## Тренинг и утицај
Обично су припадници Фолксштурма добијали само најосновнију војну обиуку. Она је укључивала кратку индоктринацију и тренинг у коришћењу основних оружја као што су пушка Карабинер 98к и Панцерфауст. Услед сталних борби и оскудице оружја, тренинг са оружјем је често био врло слаб. Проблем је био и у недостатку инструктора па су тренинг понекад спроводили ветерани из Првог светског рата који су и сами недавно мобилисани. Често су припадници Фолксштурма морали да се упознају са својим оружјем тек у самој борби.
Није постојала никаква стандардизација, и јединицама је давана она опрема која је била расположива. Ово се тицало целокупне војничке опреме - припадници Фолксштурма су морали да сами донесу своје униформе, опрему за кухињу и слично. Због овога су јединице изгледале врло неуредно, и уместо да подигну морал народа, често су само подсећале народ на очајно стање немачке државе. Наоружање је било подједнако разнолико: неки су имали Карабинер 98к, док су други имали Гевер 98 или Гевер 71 као и Дрејзе М1907, уз много разних типова совјетског, белгијског, француског, италијанског и другог оружја које су немачке снаге заплениле током рата. Немци су такође развили и јевтино али ефикасно Фолксштурм оружје, као што су МП 3008 и пушка Фолксштурмгевер 1-5. Ово оружје је било у потпуности машински пресовано (треба имати у виду да је током 1940-их индустријска производња била много мање развијена него данас па је за ватрено оружје било потребно доста ручног рада да би било добро подешено и поуздано). Велик број типова коришћене муниције је додатно оптеретио већ преоптерећен систем логистике.
Када би јединице завршиле свој тренинг и добиле наоружање, чланови су полагали заклетву Хитлеру, и слати у борбу. Немачка је имала обавезно служење војног рока па су многи мушкарци више генерација већ раније прошли барем основну војну обуку када су служили у Рајхсверу, а многи су били и ветерани из Првог светског рата. Било је планирано да се јединице Фолксштурма користе само у својим областима али су многе јединице слате директно на фронт. Ове јединице су највише коришћене током битке за Берлин, у којој је Фолксштурм учествовао у борбама у многим деловима града. Ова битка је била посебно погубна за одреде Фолксштурма, јер су се многи припадници борили до смрти из страха да их не заробе Совјети. Још једна важна битка Фолксштурма је била битка за Калињинград.